# Zehnacker
Zehnacker ist eine französische Gemeinde mit 248 Einwohnern (Stand 1. Januar 2021) im Département Bas-Rhin in der Region Grand Est (bis 2015 Elsass). Sie ist Mitglied der Communauté de communes de la Mossig et du Vignoble.
Nachbargemeinden von Zehnacker sind Knœrsheim im Norden, Rangen im Osten, Hohengœft im Süden, Crastatt im Südwesten sowie Jetterswiller im Westen.

## Geschichte
Eine erste Erwähnung stammt aus dem Jahr 739. Damals war das Dorf Eigentum des Klosters Marmoutier.
Zehnacker gehörte dem 1992 gegründeten Gemeindeverband Communauté de communes des Coteaux de la Mossig an, der 2017 in der Communauté de communes de la Mossig et du Vignoble aufging. Am 1. Januar 2015 wechselte die Gemeinde vom Arrondissement Saverne zum Arrondissement Molsheim und zum selben Zeitpunkt vom Kanton Marmoutier zum Kanton Saverne.

Kirche Notre-Dame in Zehnacker
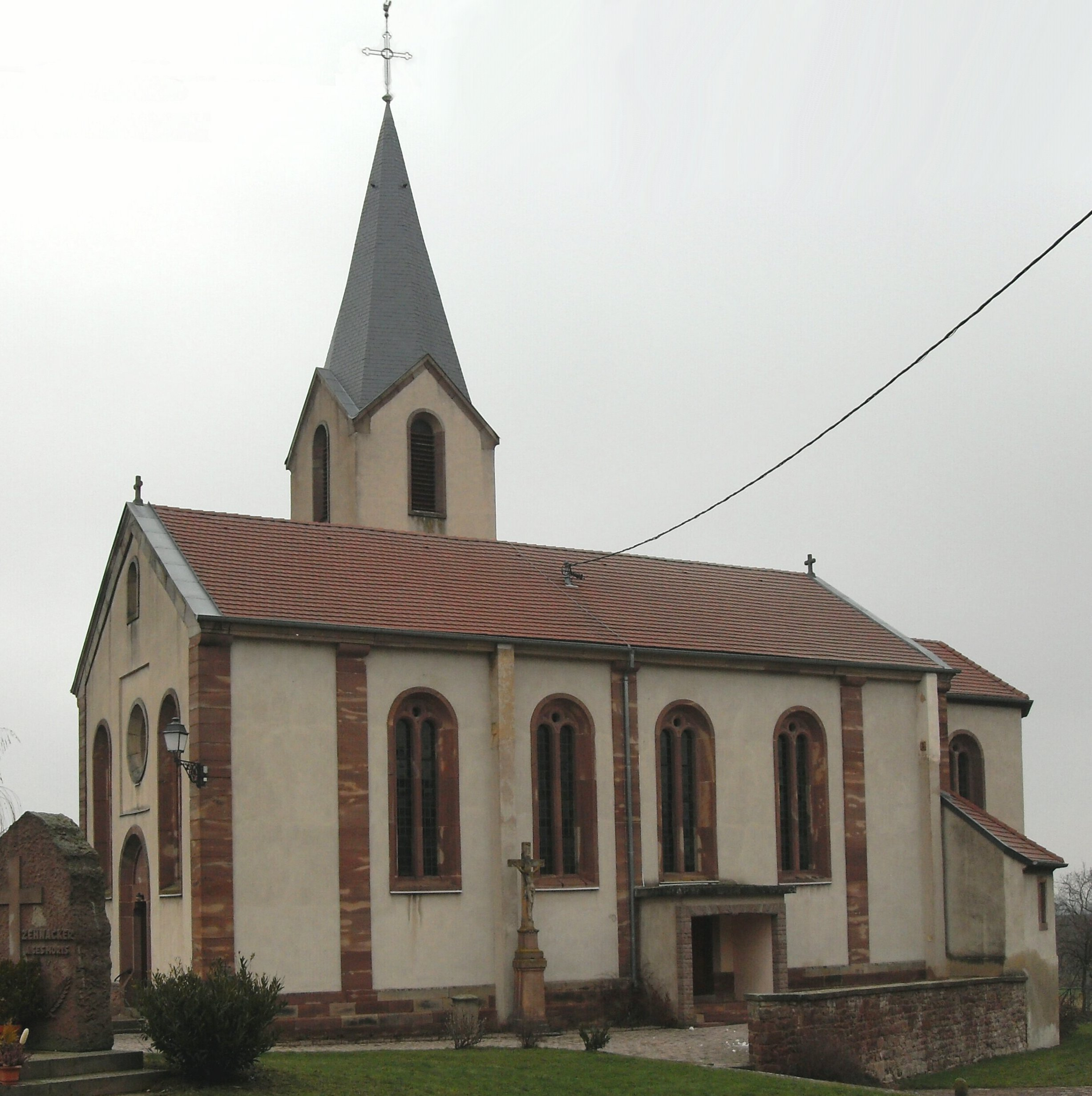
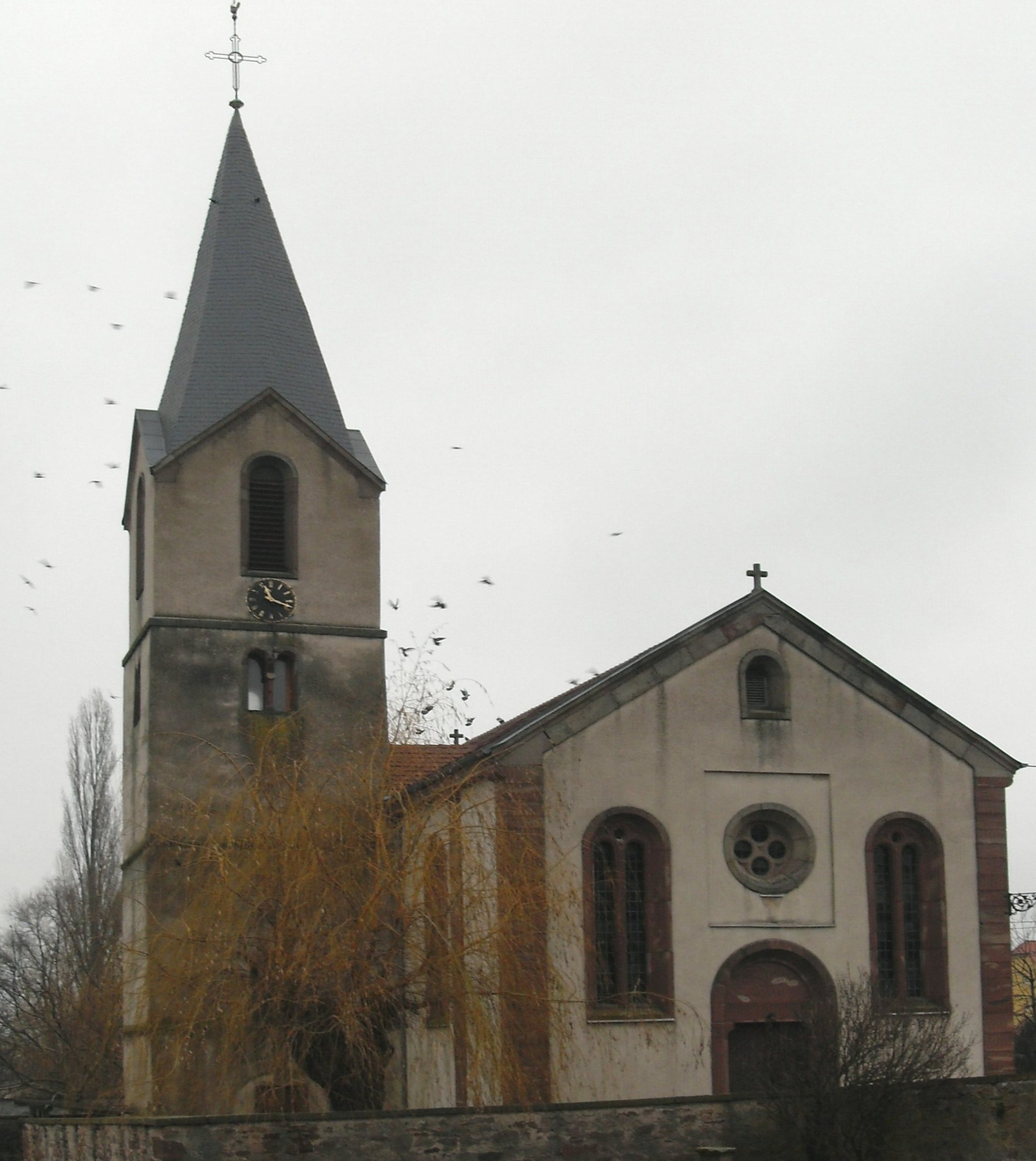

## Bevölkerungsentwicklung
| 1962 | 1968 | 1975 | 1982 | 1990 | 1999 | 2006 | 2019 |
| ---- | ---- | ---- | ---- | ---- | ---- | ---- | ---- |
| 155  | 166  | 159  | 150  | 128  | 170  | 229  | 249  |